# Marcel Porcher
Marcel Porcher, né le 4 août 1947 à Pau, est un avocat et homme politique français.

## Biographie
Avocat, il est député du Val-d'Oise de 1993 à 1997.